# Hendrik Wade Bode
Hendrik Wade Bode (pronúncia em inglês Boh-dee, em neerlandês Boh-dah]),  (Madison (Wisconsin), 24 de dezembro de 1905 — Cambridge (Massachusetts), 21 de junho de 1982) foi um engenheiro estadunidense de ascendência neerlandesa.
Como um pioneiro da moderna teoria de controle e telecomunicação eletrônica revolucionou o conteúdo e a metodologia destes campos de pesquisa.
Contribuiu fundamentalmente para o projeto, orientação e controle de sistemas antiaéreos durante a Segunda Guerra Mundial e continuou durante a Guerra Fria com o projeto e controle de mísseis e mísseis antibalísticos.